# Свети Николай Драготски
„Свети Николай Драготски“ (на гръцки: Άγιος Νικόλαος Δραγωτά) е средновековна православна църква в град Костур (Кастория), Егейска Македония, Гърция.

## Местоположение
Храмът е част от традиционната Драготска енория.

## История
Църквата е от втората половина на XIV век и е обновявана два пъти. От първата фаза са стенописите само на източната стена, останалите са унищожени в XVII век при разширяването на храма. Запазени са само Света Богородица Ширшая небес и сцена от Чудесата.
От фаза от XVII век е запазен красивият резбован и изписан иконостас, датиран 1668 година с икони от същия период. Надписът му гласи „ανιγέρθη ο τέμπλος δια συνδρομής κυρ Σταμάτι και Χατζηανέστη ζπστ' (7186 = 1678)“.
В 1924 година е обявен за защитен паметник на културата.